# Belgiens Grand Prix 1961
Belgiens Grand Prix 1961 var det tredje av åtta lopp ingående i formel 1-VM 1961. 

## Rapport
Phil Hill och Wolfgang von Trips, båda i Ferrari samt Olivier Gendebien, som körde en motorsvagare Ferrari, stod i den första startraden. Richie Ginther i en Ferrari och John Surtees i en Cooper startade från den andra raden. 
Hill tog ledningen men blev omkörd av såväl Gendebien som von Trips och Ginther. Ledningen växlade flera gånger innan Hill tog tillbaka ledningen från von Trips och Ginther. Gendebien slutade fyra vilket innebar att Ferrari tog de fyra första platserna. 

## Resultat
1. Phil Hill, Ferrari, 9 poäng
2. Wolfgang von Trips, Ferrari, 6
3. Richie Ginther, Ferrari, 4
4. Olivier Gendebien, Ferrari, 3
5. John Surtees, Reg Parnell (Cooper-Climax), 2
6. Dan Gurney, Porsche, 1
7. Joakim Bonnier, Porsche
8. Stirling Moss, R R C Walker (Lotus-Climax)
9. Jackie Lewis, H&L Motors (Cooper-Climax)
10. Masten Gregory, Camoradi (Cooper-Climax)
11. Carel Godin de Beaufort, Ecurie Maarsbergen (Porsche)
12. Jim Clark, Lotus-Climax
13. Tony Brooks, BRM-Climax

### Förare som bröt loppet
- Graham Hill, BRM-Climax (varv 24, tändning)
- Maurice Trintignant, Scuderia Serenissima (Cooper-Maserati) (23, växellåda)
- Lorenzo Bandini, Scuderia Centro Sud (Cooper-Maserati) (20, hjullager)
- Jack Brabham, Cooper-Climax (12, motor)
- Bruce McLaren, Cooper-Climax (9, tändning)
- Innes Ireland, Lotus-Climax (9, motor)
- Lucien Bianchi, BRP (Lotus-Climax) (9, oljeläcka)
- Willy Mairesse, ENB (Lotus-Climax) (7, tändning)

### Förare som ej startade
- Cliff Allison, BRP (Lotus-Climax) (olycka)

### Förare som ej kvalificerade sig
- Tony Marsh, Tony Marsh (Lotus-Climax) (Saknade pengar till startavgiften)
- Wolfgang Seidel, Scuderia Colonia (Lotus-Climax) (Saknade pengar till startavgiften)
- Ian Burgess, Camoradi (Lotus-Climax) (Saknade pengar till startavgiften)